# Серджо Тофано
Сѐрджо То̀фано (на италиански: Sergio Tofano) е италиански актьор, режисьор, драматург и автор на комикси.
Роден е на 20 август 1886 година в Рим. От 1909 година играе в театъра, като през следващите десетилетия придобива широка известност, най-вече с комедийните си роли. През 1917 година създава популярния комиксов герой Синьор Бонавентура. От началото на 30-те години работи активно и в киното, а по-късно и в телевизията.
Серджо Тофано умира на 28 октомври 1973 година в Рим.